# 운대초등학교
운대초등학교는 대한민국 전라남도 고흥군 두원면 두원운석길 9 (운대리)에 있었던 초등학교이다.

## 연혁
- 1945년 5월 10일 운대공립국민학교 개교(설립인가 5월 1일)
- 1951년 7월 22일 제1회 졸업식(70명)
- 1975년 6월 20일 조리보조실 신축
- 1993년 5월 29일 과학실 설치
- 1996년 3월 1일 운대초등학교로 개칭
- 1999년 2월 14일 제49회 졸업식(3158명)
- 1999년 3월 1일 고흥동초등학교로 통폐합